# جامعة جوبا
جامعة جوبا هي جامعة سودانية عريقة تقع في مدينة جوبا في جمهورية جنوب السودان. كانت الجامعة في السابق تهتم بتطوير التعليم في الجنوب عندما كان السودان مُوحد. لكن بعد الانفصال تقرر نقل جميع كلياتها إلى جنوب السودان.

## التاريخ
بدأ منذ ثلاثينيات القرن العشرين برنامج تدريبي في جوبا وجنوب السودان بأكمله لتعليم الطلاب وتدريبهم وتنمية مهاراتهم. ثم في أواسط الأربعينيات طُور البرنامج التدريبي وأطلق على موقع جامعة جوبا الحالي "مركز جوبا التدريبي". وظل كذلك حتى جاءت في شهر مارس (آذار) عام 1965م أول فكرة لتحويل المركز إلى جامعة في جنوب السودان كاستجابة لطلبات من المُنتسبين الجنوبيين. وفي الفترة التي تبعت ذلك أخذت كليات الجامعة بالازدياد والتقدم،حيث كانت كلية الموارد الطبيعية والدراسات البيئية هي نواة الجامعة ومن ثم نشأت عدة كليات جديدة مثل "كلية الهندسة و"كلية الدراسات الاجتماعية والاقتصادية".
في شهر أغسطس عام 2003 حدثت أعمال شغب في الجامعة من طرف الجبهة الوطنية الأفريقية تسببت بوُقوع عدة إصابات في صفوف طلاب الكليات، لكن الشرطة السودانية تدخلت وضبطت الوضع واعتقلت 62 طالباً في الجامعة اشتبه بأن لهم علاقة بأعمال الشغب التي نشبت.
مع الاعتراف الرسمي بانفصال جنوب السودان عن شمالها في أوسط عام 2010 واجه طلاب الجامعة جنباً إلى جنب مع جامعات رئيسية مُجاورة في السودان مثل جامعتي بحر الغزال وأعالي النيل العديد من المَشاكل فيما يَتعلق بأماكن الإقامة وامتيازات الانتساب. فقد أعلن وزير التعليم العالي في جنوب السودان خلال عام 2010 أن كافة كليات جامعة جوبا ستنقل إلى الجنوب كجزء من الانفصال، بينما تعطي الحكومة الجنوبية الاهتمام والأولوية للطلاب الجنوبيين فقط مما سيُشكل أزمة للطلاب الشماليين الذين لن يَستطيعوا مُتابعة دراستهم، وقد احتج طلاب الشمال في جامعة جوبا واستنجدوا برئيس الشمال عمر البشير لكي يَحل أزمتهم. كما أن جميع الأساتذة والمُعلمين الشماليين يَرفضون النزوح إلى الجنوب نظراً لتدني التجهيزات العامة والأوضاع المعيشية هناك، مما يَعني مُشكلة إضافية للجامعة. فتم حل المشكلة عبر إنشاء جامعة بحري عام 2011 وتحويل طلاب جامعة جوبا والجامعات الجنوبية الأخرى من الشماليين إليها.

## وصلات خارجية
- مشكلة لغة التدريس بجامعة جوبا على يوتيوب- يوتيوب قناة الجزيرة - 5 مايو 2012